# X-Men ’97
Avengers
X-Men '97 est une série d'animation américaine créée par Beau DeMayo et diffusée depuis le 20 mars 2024 sur Disney+. Basée sur les personnages de Marvel Comics X-Men, elle fait suite à la série X-Men diffusée entre 1992 et 1997 et fait donc partie de la continuité Marvel Animated Universe (MAU).
X-Men '97 est officiellement annoncée en novembre 2021. Il s'agit du premier projet X-Men de la part de Marvel Studios depuis le rachat par Disney du studio 21st Century Fox. Certains interprètes originaux de la première série sont de retour, une partie reprenant leurs rôles de l'époque tandis que d'autres tiennent des rôles différents.
La première saison de dix épisodes est diffusée en ligne à partir du 20 mars 2024. Une deuxième saison a été annoncée. Un comics servant de préquelle est également prévu pour le 27 mars 2024.

## Synopsis
En 1997, les X-Men, une équipe de mutants dotés de capacités surhumaines, luttent pour sauvegarder un monde qui les méprise et les redoute. Ils font face à un futur périlleux et imprévu, un défi sans précédent pour eux.

## Distribution

### Personnages principaux
- Ray Chase (en) (VF : Marc Arnaud) : Scott Summers / Cyclope[N 1],[1]
- Jennifer Hale (VF : Esthèle Dumand) : Jean Grey[N 2],[1] / Madelyne Pryor / la Reine Démon
- Alison Sealy-Smith (VF : Corinne Wellong) : Ororo Munroe / Tornade[1]
- Cal Dodd (en) (VF : Jérémie Covillault) : James « Logan » Howlett / Wolverine[1]
- J. P. Karliak (en) (VF : Emmanuel Garijo) : Kevin Sydney / Morph[2]
- Lenore Zann (VF : Kahina Tagherset) : Anna-Marie Raven / Malicia[1]
- George Buza (en) (VF : Pascal Casanova) : Henry « Hank » McCoy / Fauve[1]
- A. J. LoCascio (en) (VF : Gilduin Tissier) : Remy LeBeau / Gambit[N 3],[1]
- Holly Chou (VF : Lauryanne Philippe) : Jubilation Lee / Jubilee[N 4],[1]
- Isaac Robinson-Smith (VF : Vincent Touré) : Lucas Bishop[2]
- Matthew Waterson (VF : Guillaume Orsat) : Erik « Magnus » Lensherr / Magnéto[N 5],[3]
- Gui Agustini  (VF : Gauthier Battoue) : Roberto da Costa / Solar[1]

### Personnages secondaires
- Ross Marquand (VF : Jérôme Keen) : Charles Xavier / Professeur X[2]
- Catherine Disher[N 6] (VF : Stéphanie Lafforgue) : Dr Valerie Cooper[2]
- Lawrence Bayne[N 7] (VF : Cyrille Monge) : Carl Denti / Le Bourreau[4],[2]
- Eric Bauza (VF : Sacha Petronijevic) : Moule initial (en) / les Sentinelles[2]
- Donna J. Fulks (en)  : Trish Tilby (en), Tommy
- Courtenay Taylor (en)  : Callisto
- David Errigo Jr.  : Leech
  - (VF : Jérôme Pauwels) : Mojo (en)
  - (VF : Romain Altché) : Sean Cassidy / Banshee
- Christopher Britton (en) (VF : Antoine Tomé) : Nathaniel Essex / Mister Sinister[1],[5]
- Gil Birmingham (VF : Laurent Maurel) : Forge[2]
- Adrian Hough (VF : Adrien Larmande) : Kurt Wagner /  Diablo[2]
- Chris Potter : Nathan Summers / Cable[6],[2]
- Theo James : Sebastion Gilberti / Bastion

### Personnages invités
- Todd Haberkorn (en) (VF : Boris Rehlinger) : Henry Peter Gyrich (en)
- Gavin Hammon (en) (VF : Charles Uguen) : Dr Bolivar Trask[7]
- Christine Uheba  : Nina Da Costa
- Kimberly Woods  : Shard Bishop (en)
- Abby Trott (en)   : Spiral
- Alyson Court[N 8] (VF : Anne Tilloy) :  Dazzler [8],[2]
- Travis Willingham (VF : Serge Biavan) : Sebastian Shaw[7]
- Martha Marion  : Emma Frost, Dr Moira MacTaggert
- Ron Rubin (en) : le président Robert Edward Kelly (en)

 Source et légende : version française (VF) sur RS Doublage et cartons du doublage français.

## Production

### Annonce
X-Men est une série d'animation de 76 épisodes dont les cinq saisons ont été diffusées entre 1992 et 1997. En 2019, les membres de l'équipe responsable de la série ont déclaré qu'ils allaient approcher Disney pour faire revenir la série. Brad Winderbaum, responsable du streaming, de la télévision et de l’animation chez Marvel Studios, a déclaré que plusieurs cinéastes qui avaient rencontré Marvel Studios par le passé avaient cité la série comme une « pierre de touche ».
À la fin de l’année 2020, Beau DeMayo, scénariste pour la future série Marvel Moon Knight (2022) de Marvel Studios, a été approché pour présenter un abrégé pour le développement d'une suite de la série de 1992. X-Men '97 est annoncé en novembre 2021 et est prévu comme étant une continuation de la série d'origine. Dana Vasquez-Eberhardt, vice-présidente de l'animation à Marvel Studios, déclare que « Tous ceux qui travaillent sur X-Men '97, de haut en bas, sont des fans. Sur ce projet, instinctivement, nous savions exactement de quoi il s’agissait. Faire avancer cette série et prendre le relais, et non seulement continuer à courir au même rythme, mais vraiment s’élever. C'est la responsabilité »,. DeMayo est annoncé comme scénariste principal et producteur exécutif tandis que Jake Castorena est le supervising director et Charley Feldman le supervising producer. Larry Houston, le showrunner de la première série, Eric et Julia Lewald, servent de consultants. Eric Lewald déclare « Ils auraient pu simplement dire : « Nous allons juste faire une nouvelle série. » Nous avons des amis qui ont participé à d'autres séries très réussies, et quand ils ont été rebootées, pas un appel téléphonique, pas une carte, pas un peu de reconnaissance, juste : « Nous allons faire une nouvelle série » [...] Dans ce cas, ils ont tous été assez gentils et respectueux. On a dit : « C'est votre série. Nous sommes là s'il y a un drapeau rouge [...] ou peut-être pour avoir des idées de choses que nous aimerions voir. Mais en réalité, c'est leur série. Vous pouvez le dire par le design. C'est la même chose mais légèrement modernisée, un peu plus beau, cinq fois plus d'argent que l'argent dépensé [à l'époque]. »,. Kevin Feige, Vasquez-Eberhardt et Winderbaum sont également producteurs de la série.
Il s’agit du premier projet X-Men de Marvel Studios depuis le rachat par Disney du studio 21st Century Fox survenu courant 2019. Bien que X-Men '97 soit la suite de la série de 1992, DeMayo a expliqué que la série clarifiera sa relation avec l'univers partagé du MCU.
Lors du panel de Marvel Studios Animation au San Diego Comic-Con 2022, X-Men '97 et les autres projets discutés ont été présentés comme faisant partie du « Marvel Animated Multiverse » et que le travail sur une deuxième saison avait déjà commencé en juillet 2022,. L’écriture du final de la deuxième saison était en cours en juillet 2023.

### Écriture
Eric Lewald décrit la série comme une extension de la série originale et explique que l’équipe de Marvel Studios en a fait la leur.
La nouvelle équipe a essayé d'honorer le « sérieux » et la « sincérité émotionnelle » qui existaient dans la série originale qui, selon DeMayo, concernait « la relation de cette famille retrouvée, et la façon dont ils se souciaient l'un de l'autre et avaient des désaccords »,.
X-Men '97 reflète également la société moderne, de la même manière que la série originale reflétait la société des années 1990. Ainsi la série se demande si le rêve de Xavier sur la coexistence entre les Mutants et les humains est toujours pertinent à l’ère moderne.
Rogue, Beast, Gambit, Jean Grey, Wolverine, Storm, Jubilee et Cyclops sont de retour pour former l'équipe principale, cette dernière est désormais dirigée par leur ancien ennemi Magneto. Déjà présents dans la première série, Bishop et Morph rejoignent l'équipe. Nathaniel Essex / Mister Sinister est annoncé comme étant le principal antagoniste de la première saison. Les Sentinelles sont également annoncées.
La série voit les X-Men s’interroger sur leur avenir après la croissance positive de la sympathie envers les Mutants à la suite de la tentative d’assassinat sur le professeur Xavier. DeMayo explique que Cyclope et Tornade souhaitent continuer le rêve de Xavier, de même que Magnéto qui souhaite marcher sur ses pas pour le bien de la communauté des Mutants, tandis que d’autres comme Jean Grey souhaitent créer de nouvelles vies pour eux-mêmes.
Le 13 mars 2024, une semaine avant la diffusion des premiers épisodes et l'écriture des deux saisons commandées, Disney annonce que le showrunner Beau DeMayo a été licencié sans explication.

### Attribution des rôles
| |  |  |
| De nouvelles têtes pour de nouvelles voix. Ray Chase (en) est le nouvel interprète de Scott Summers / Cyclops tandis que Jennifer Hale se voit attribuer le rôle de Jean Grey. |  |  |

Meredith Layne est la responsable du casting et a dirigé les sessions d'enregistrements. En novembre 2021, Marvel annonce la distribution de la série, certains interprètes de la série d'origine reprennent leurs rôles, tandis qu'une partie tient des rôles différents. Sont ainsi annoncés Cal Dodd (en), Lenore Zann, George Buza (en), Alison Sealy-Smith, Chris Potter, Catherine Disher, Adrian Hough et Christopher Britton (en). Dodd, Zann, Buza, Sealy-Smith, et Britton reprennent respectivement les rôles de Wolverine, Rogue, Beast, Storm et Mr. Sinister. Après avoir tenu le rôle dans plusieurs productions comme Wolverine et les X-Men (2008-2009) ou encore Marvel Anime (2011), Jennifer Hale remplace Disher dans le rôle de Jean Grey,. Cette dernière tient le rôle « symbolique » de Val Cooper, DeMayo expliquant que Cooper présente la thèse de la série et qu'il voulait que Disher soit celle qui montre cela puisqu'« elle était tellement au cœur de la série originale » et que son rôle original de Jean Gray était « la quintessence de l'empathie ». Plusieurs personnages ont une nouvelle voix, notamment à cause de l'indisponibilité de l'interprète d'origine, une envie d'assurer une meilleure représentation comme pour le personnage de Jubilee ou en raison d'intonations vocales spécifiques comme pour le personnage de Cable permettant de mieux mettre en valeur la relation père-fils « étrange » avec Cyclope.
Ray Chase (en) succède à Norm Spencer (en) dans le rôle de Scott Summers / Cyclops, ce dernier étant décédé. Il en est de même pour Matthew Waterson qui interprète Magneto, succédant ainsi à David Hemblen (en) décédé en 2020,. Holly Chou remplace Alyson Court dans le rôle de Jubilation Lee / Jubilee, cette dernière ayant auparavant déclaré qu'elle espérait qu'une actrice asio-américaine reprenne le personnage à sa place. Elle tient malgré tout le rôle d'Abscissa.
A. J. LoCascio (en) remplace Potter dans le rôle de Remy LeBeau / Gambit,. Potter se voit attribuer le rôle de Cable. Gui Agustini obtient le rôle de Roberto da Costa / Sunspot. Anniwaa Buachie, J. P. Karliak (en) et Jeff Bennett ont été engagés dans des rôles non divulgués. Karliak est plus tard annoncé dans le rôle de Morph, son interprète originel Ron Rubin (en) tenant le rôle du président Robert Edward Kelly.
Dodd a révélé en février 2023 qu’il avait commencé à enregistrer pour la deuxième saison, Zann déclarant quant à elle en août 2023 qu’elle avait commencé à enregistrer pour la deuxième saison. Présent dans la série originale dans laquelle il jouait Cable, Erik The Red et Captain America, Lawrence Bayne devrait avoir un rôle dans la deuxième saison. Il est plus tard annoncé que le rôle était celui de Carl Dentil / X-Cutioner qu'il tient dès la première saison.
En février 2024, DeMayo déclare que Theo James, avec qui il avait travaillé sur le film The Witcher : Le Cauchemar du loup en 2021, avait été choisi pour un des personnages préférés des fans, rôle qui s'avère être Bastion. Josh Keaton et Michael Patrick McGill (en) reprennent respectivement les rôles de Steve Rogers / Captain America et Thunderbolt Ross qu'ils tiennent dans la série d'animation What If...? lancée en 2021. La fin de la première saison introduit le personnage de Rachel Summers / Mère Askani qui est interprété par Gates McFadden, notamment connue pour son rôle du Dr Beverly Crusher dans la série Star Trek : La Nouvelle Génération (1987-1994). DeMayo et Winderbaum ont décidé de choisir l'actrice après avoir discuté de sa performance dans la troisième saison de Star Trek: Picard (2023), Winderbaum considérant que Crusher et Jean étaient des personnages similaires lorsqu'il lisait les comics X-Men à peu près au même moment où la série des années 1980-90 était diffusée, déclarant que cela était poétique de choisir l'actrice pour jouer la fille de Jean.

### Animation
L’animation de la série offre des designs « légèrement modernisés ».

### Musique
Le duo The Newton Brothers est annoncé pour composer la musique de la série. Le thème principal est similaire à celui de la série de 1992 composé par Ron Wasserman, les producteurs musicaux de l'époque, à savoir Haim Saban et Shuki Levy, sont tous les deux crédités pour la musique. DeMayo décrit le thème comme « Ce son classique des années 90 avec un peu de modernité »,. Le son a été entendu dans le film MCU Doctor Strange in the Multiverse of Madness (2022), puis dans la série Ms. Marvel (2022), deux projets faisant référence à des mutants. Eric Lewald pense que Marvel Studios a payé une grosse somme pour les droits d’utilisation du thème de la série animée, qui étaient « partout ».

## Marketing
Des discussions autour de la série ont eu lieu lors du panel de Marvel Studios Animation au Comic-Con de San Diego 2022, où des animatiques ont été présentées. Des images de la série ont été montrées un an plus tard au Comic-Con de San Diego 2023 avec la révélation des figurines Marvel Legends de Hasbro pour la série.
En décembre 2023, Marvel Comics annonce un préquel en comics de quatre numéros, également intitulée X-Men '97. Écrit par Steve Foxe, avec des illustrations de Salva Espin, le comics sert à faire la jonction avec la série de 1992. La sortie du premier numéro est prévue pour le 27 mars 2024. Foxe et Espin ont déjà travaillé sur X-Men '92: House of XCII (en).

## Épisodes

### Saison 1 (2024)
1. Avec moi, mes X-Men (To Me, My X-Men)
2. La Libération des mutants commence (Mutant Liberation Begins)
3. La Reine Démon (Fire Made Flesh)
4. Motendo/Question de vie ou de mort - Pt.1(Motendo/Life Death - Pt. 1)
5. Mon nom est Gambit (Remember It)
6. Question de vie ou de mort - Pt.2 (Life/Death - Pt. 2)
7. Clairvoyance (Bright Eyes)
8. Opération Tolérance Zéro - Pt.1 (Tolerance Is Extinction - Pt. 1)
9. Opération Tolérance Zéro - Pt.2 (Tolerance Is Extinction - Pt. 2)
10. Opération Tolérance Zéro - Pt.3 (Tolerance Is Extinction - Pt. 3)

## Sortie
X-Men '97 devait débuter fin 2023, mais la série a été décalée à début 2024, les trois premiers épisodes étant en ligne le 20 mars puis un par semaine. La première saison comporte dix épisodes.